# Elena Micheli
Elena Micheli, née le 29 avril 1999, est une pentathlonienne italienne, championne du monde en 2022 et vice-championne du monde en 2019.